# Плешивото куче
„Плешивото куче“ (на унгарски: Kopaszkutya) е унгарски филм от 1981 година, драма на режисьора Дьорд Сомяш по негов собствен сценарий в съавторство с Ищван Кардош.
В центъра на сюжета е рокендрол ентусиаст, който се опитва да организира блус рок група в работническите квартал Кьобаня (възпят в песента „Кьобаня Блус“) на Будапеща от началото на 80-те години. Главните роли се изпълняват от Лорант Шустер (Р.Mobile), Фьолдеш Ласло – „Хобо“(вокал), Деак „Бил“ Гюла (вокал) , Пока Егон (бас) и Татрай Тибор (соло китара - определен от Б.Б.Кинг през 1995 като един от най-значимите блус китаристи при съвместния им концерт в Будапеща). Във филма с епизодични роли участват и американският поет-битник Алън Гинсбърг, както и рок-легендите Омега с песента Gyöngyhajú lány („Момиче с перли в косите“), с участието на Габор Пресер (клавир, един от авторите на песента и основател на групата Locomotive GT).
Филмът е с опростена сюжетна линия, но отправя две много силни етични послания. Първото е, че за да постигне успех всеки трябва да намери своят собствен образ и стил, а второто е, че в изкуството е по-стойностно да останеш истински, отколкото да се превърнеш в комерсиален продукт. Наред с това обаче, филмът доби особена популярност в Източния блок като пример за бунтарство, непокорство и вик за свобода.
Любопитното е, че и Хобо блус Бенд и Деак Бил Гюла (вече като самостоятелен изпълнител) имат многобройни съвместни проекти с българския блус изпълнител Васко Кръпката, който неведнъж е признавал, че създаването на неговата група Подуене Блус бенд, както и на песента „Кучето от крайния квартал“ са вдъхновени именно от филма „Плешивото куче“. Макар филмът да не е забранен, саундтракът му, изпълняван от групата „Хобо Блус Бенд“ не е допуснат за публикуване от цензурата. „Плешивото куче“ остава една от най-често изпълняваните песни от Хобо, която можеше да се чуе и през 2006 г. в зала 1 на НДК, когато групата изнесе безплатен концерт посветен на 50 годишнината от Унгарската революция.